# 27710 Henseling
27710 Henseling è un asteroide della fascia principale. Scoperto nel 1988, presenta un'orbita caratterizzata da un semiasse maggiore pari a 2,2002614 UA e da un'eccentricità di 0,1927019, inclinata di 3,43811° rispetto all'eclittica.